# کوپیچینتسی
کوپیچینتسی (به روسی: Копичинці) شهری در استان ترنوپیل در کشور اوکراین واقع شده‌است. جمعیت این شهر ۶,۵۸۷ نفر (۲۰۲۱ تخمینی) است.